# Julie Forsyth
Julie Forsyth es una actriz australiana de teatro.

## Biografía
En las décadas de 1980 y 1990 estuvo asociada con el director Jean Pierre Mignon en la compañía de teatro Anthill en Melbourne.

Su trabajo más reciente en Belvoir, Melbourne Theatre Company, Malthouse Theatre y otras importantes compañías teatrales australianas ha incluido papeles en The Ham Funeral de Patrick White y Night on Bald Mountain, Exit the King de Eugène Ionesco, la adaptación teatral de Cloudstreet de Tim Winton y Samuel Beckett's Happy Days y Endgame. 

Ha recibido múltiples premios, incluido el Premio Sidney Myer Performing Arts y los Premios Helpmann, como actores femeninos principales y secundarios en una obra de teatro.